# Landol (Serbia)
Landol (cyr. Ландол) – wieś w Serbii, w okręgu podunajskim, w mieście Smederevo. W 2011 roku liczyła 1141 mieszkańców.